# Oberwillinger Spring
Koordinaten: 50° 46′ 3″ N, 11° 1′ 34″ O
Der Oberwillinger Spring ist eine artesische Quelle (in Thüringen häufig Spring genannt) in der Nähe des zur Stadt Stadtilm gehörenden Ortes Oberwillingen im thüringischen Ilm-Kreis. Es handelt sich dabei um ein Flächennaturdenkmal.

## Geologie

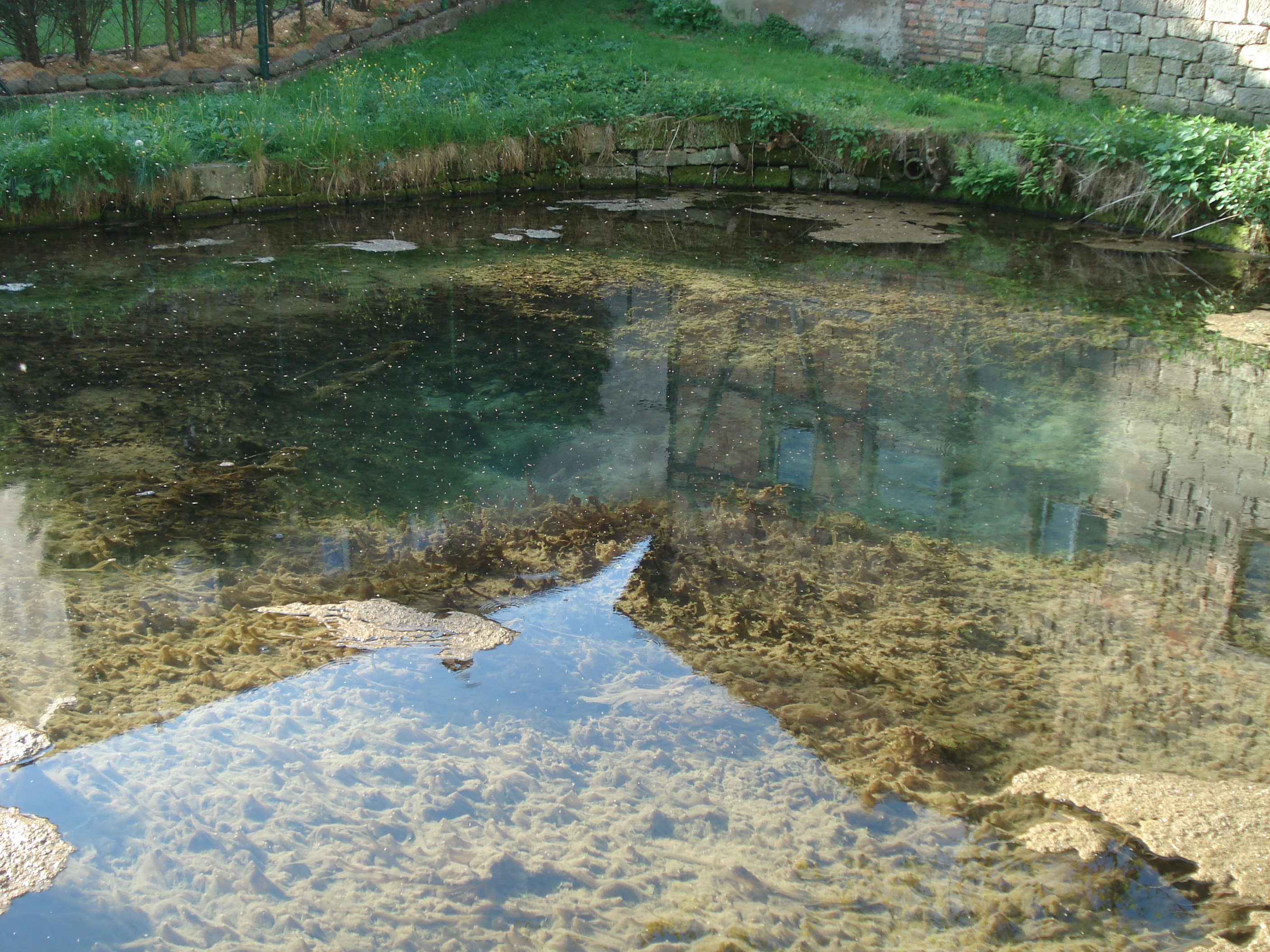
Quellaustritt

Im Oberwillinger Spring tritt Wasser der Ilm aus, das 500 Meter nördlich von Griesheim in den karstigen Untergrund der Ilm-Saale-Platte versickert, und speist mit einer durchschnittlichen Schüttung von 46 l/s die Wipfra. Dabei durchquert das Wasser die Eichenberg–Gotha–Saalfelder Störungszone sowie die Wasserscheide zwischen Ilm und Unstrut.

## Geschichte
Ende des 19. Jahrhunderts beabsichtigte die Stadt Arnstadt durch den Bau einer Hochdruckwasserleitung das Wasser des Springs zur Versorgung der Stadt zu nutzen. Dies stieß auf energischen Protest vor allem der Mühlenbesitzer an der unteren Wipfra, die einen Rückgang des Wasserdurchsatzes des Flusses und damit Probleme beim Mühlenbetrieb befürchteten. Nach achtjähriger Diskussion wurden 1898 diese Pläne schließlich fallen gelassen.
Angeregt durch die Diskussion wurden im August 1899 Versuche durchgeführt, mit denen durch Färbung des Ilmwassers  der Ursprung des Wassers des Oberwillinger Springs nachgewiesen werden konnte.